# الطاقة النووية في إيطاليا

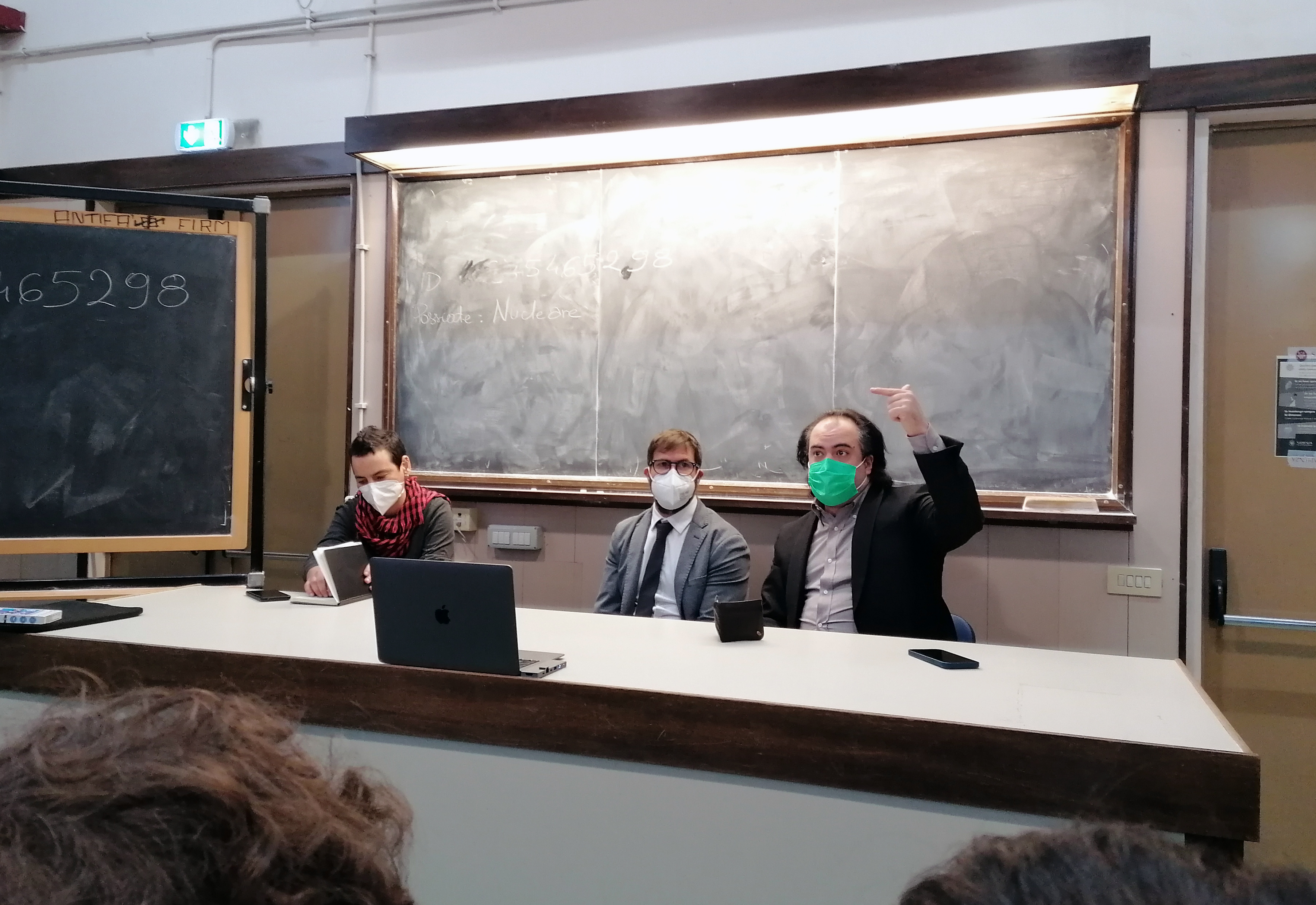
من اليمين إلى اليسار: كاتيوسيا إروي (ليغامبينتي)، فابيو جيانيتي (أستاذ جامعي للسلامة النووية)، لوكا رومانو (متواصل علمي)، ضيوف المناقشة التي نظمتها بعنوان: الطاقة النووية: طاقة الذرة، معضلة قرن (أرشيف) من جامعة روما "لا سابينزا"

الطاقة النووية في إيطاليا هي موضوع مثير للجدل. بدأت إيطاليا في إنتاج الطاقة النووية في أوائل ستينيات القرن العشرين، ولكن أُغلقت جميع المحطات في عام 1990 في أعقاب استفتاء الطاقة النووية الإيطالي عام 1987. اعتبارًا من عام 2018 أصبحت إيطاليا إلى جانب ليتوانيا البلدين اللذين تخلصا تدريجيًا وبشكل كامل من الطاقة النووية لتوليد الكهرباء بعد امتلاكهما مفاعلات جاهزة للعمل.
حاولت الحكومة تغيير القرار في عام 2008 (راجع أيضًا نقاش الطاقة النووية) ووصفت إنهاء الطاقة النووية بأنه «خطأ فادح بلغت تكلفته الإجمالية نحو 50 مليار يورو». اقترح وزير التنمية الاقتصادية كلوديو سكاجولا بناء ما يصل إلى 10 مفاعلات جديدة، بهدف زيادة الحصة النووية من إمدادات الكهرباء الإيطالية إلى نحو %25 بحلول عام 2030.
ومع ذلك، في أعقاب الحوادث النووية اليابانية في عام 2011 (كارثة فوكوشيما التي تطورت بعد زلزال اليابان الكبير ضمن مفاعل فوكوشيما النووي نتيجة مشاكل في التبريد)، أوقفت الحكومة الإيطالية خطط إحياء الطاقة النووية مدة عام. في 11-12 يونيو من عام 2011 أصدر الناخبون الإيطاليون استفتاءً لإلغاء خطط بناء مفاعلات نووية جديدة، وصوّت أكثر من %94 من الناخبين لصالح حظر البناء، وقد كانت نسبة الناخبين المؤهلين الذين شاركوا بالتصويت هي  %55 ما جعل التصويت ملزمًا.

## محطات الطاقة النووية
لا يوجد محطات للطاقة النووية قيد العمل في إيطاليا.

## التاريخ

### السنوات الأولى
بدأ تاريخ الطاقة النووية في إيطاليا في نهاية عام 1960 وذلك عندما أُنشئ مركز «سيس Cise» وهو مركز صغير لأبحاث الطاقة النووية. بعد بضع سنوات تأسس معهد بحوث عام مرتبط بمجلس البحث الوطني (سي إن آر، بالإيطالية Consiglio Nazionale delleRicerche) وُسمي اللجنة الوطنية للبحوث النووية ويرمز له اختصارًا «سي إن آر إن»، وفي عام 1960 أصبح هذا المعهد كيانًا بحثيًا مستقلًا وأصبح اسمه اللجنة الوطنية للطاقة النووية«سي إن إي إن».
في كامل فترة خمسينيات القرن العشرين، كان هناك اعتقاد سائد أن الطاقة النووية ستقدم بشكل آمن واقتصادي كل الطاقة اللازمة في غضون سنوات قليلة. بين عامي 1956 و1958، طلبت إيطاليا 3 مفاعلات مختلفة من 3 شركات مختلفة: ويستنغهاوس (شركة طاقة نووية مقرها في الولايات المتحدة الأمريكية) وجنرال إلكتريك، وإن بي سي سي، وبُنيت هذه المفاعلات في ترينو فيرتشيلي وسيسا أورونكا ولاتينا وقد اكتملت جميعها بحلول عام 1964.
في ذلك الوقت كانت شركات الكهرباء في إيطاليا تتبع للقطاع الخاص وبُنيت محطات الطاقة من قبل شركات خاصة مختلفة، لكن قطاع الكهرباء تأمم في عام 1962 مع إنشاء شركة جديدة مسؤولة عن إنتاج الكهرباء وتوزيعها في البلاد وسُميت هذه الشركة «إنيل»، ويُعتقد أن هذا العامل هو السبب في توقف إيطاليا عن الاستثمار النووي. في الواقع، لم يُطلب إنشاء سوى مفاعل نووي واحد في العقد التالي: بدأ بناء محطة كروسو لتوليد الكهرباء في عام 1970 واكتمل في عام 1978، وفي الوقت نفسه بدأت إيطاليا برنامج أسلحة نووية لإنتاج أسلحتها النووية الخاصة بها وتحت سيطرة البحرية الإيطالية بشكل أساسي. أوقف البرنامج في سبعينيات القرن العشرين للانضمام إلى خطة المشاركة النووية لحلف شمال الأطلسي (الناتو)، ولأجل هذا القطاع أنتجت إيطاليا صاروخ ألفا آي آر بي إم وغيرها من المركبات الجوية. صرح الرئيس الإيطالي السابق فرانشيسكو كوسيغا رسميًا بأسرار تتعلق بالأسلحة النووية في إيطاليا وهو موضوع مثل كل الأسرار العسكرية يُخفى عمومًا بالصمت أو الأكاذيب.

### بعد أزمة النفط عام 1973
عانت إيطاليا كثيرًا في ظل أزمة النفط في عام 1973 بسبب اعتمادها على النفط المستورد، وجرت محاولة لتغيير هذا الوضع الذي من المحتمل أن يصبح خطيرًا في السنوات القادمة. جرت الموافقة على أول خطة للطاقة النووية (بي إي إن أو بين) في عام 1975، وتهدف هذه الخطة إلى تقليل اعتماد البلاد على الوقود الأحفوري من خلال القيام باستثمارات ضخمة في قطاع الطاقة النووية، وخططت الوثيقة للحصول على طاقة نووية تبلغ سعتها أكثر من 46 جيجا واط بحلول عام 1990، وخفضت الخطط اللاحقة من هذا الالتزام، ومع ذلك فإنه بحلول عام 1986 كان هناك مصنع واحد فقط قيد الإنشاء في مونتالتو دي كاسترو.

### استفتاء 1987
في أعقاب كارثة تشيرنوبل في عام 1986، بدأ نقاش الطاقة النووية في إيطاليا وأدى في نهاية المطاف إلى استفتاء الطاقة النووية في نوفمبر 1987، الذي شمل 3 قضايا ليتناقش بها الناخبون:
- إلغاء القوانين التي يمكن للجنة المشتركة بين الوزارات للتنظيم الاقتصادي من خلالها تحديد مواقع بناء المحطات النووية، عندما لا تقوم المناطق بذلك في الوقت الذي ينص عليه القانون 393.
- إلغاء مكافآت البلديات التي ستبنى في أراضيها مصانع طاقة نووية أو تلك التي تعمل على الفحم.
- إلغاء القوانين تسمح لشركة إنيل بالمشاركة في الاتفاقات الدولية لبناء محطات الطاقة النووية وإدارتها.

يجد بعض المعلقين أن الأسئلة كانت تقنية للغاية بالنسبة لغير الخبراء واستُخدمت للحصول على موافقة شعبية بعد كارثة تشيرنوبل، وكان هذا بسبب حقيقة أنه يمكن للاستفتاء في إيطاليا الإلغاء فقط، إذ يمكنه أن يلغي فعلًا ما ولكن لا يمكنه وضع برنامج وطني للطاقة.
في كل استفتاء كانت النتيجة هي الموافقة. وفي وقت لاحق قررت الحكومة الإيطالية في عام 1988 أن تتخلص تدريجيًا من المعامل القائمة، ما أدى إلى إنهاء العمل في محطة مونتالتو دي كاسترو شبه الكاملة، والإغلاق الباكر لمحطة إنريكو فيرمي وكاورسو للطاقة النووية، وأُغلقت كلتاهما في عام 1990.
أغلقت محطات الطاقة النووية الأخرى في إيطاليا أبوبها بالفعل قبل اتخاذ القرار، وفي وقت لاحق حُول مصنع مونتالو دي كاسترو إلى محطة كهرباء للوقود الأحفوري في أليساندرو فولتا.
أصبحت إيطاليا في السنوات اللاحقة أكبر مستورد للطاقة، إذ استوردت ما يقارب %10 من الكهرباء من فرنسا بحلول عام 2007.

### محاولات الاستعادة
انتقد الرئيس التنفيذي لشركة إني باولو سكاروني الموقف النووي الإيطالي في 13 نوفمبر 2007 وفي أثناء خطابه أمام مجلس الطاقة العالمي في روما. في يناير من عام 2008 بدأ مجمع تفكير إينيرجي لاب دراسة جدوى لبناء ثلاث أو أربع محطات جديدة للطاقة النووية في إيطاليا ضمن نقاش جديد عن الطاقة النووية في البلاد. شهدت الانتخابات العامة الإيطالية في أبريل 2008 فوز حزب شعب الحرية (حزب سياسي يميني إيطالي تأسس عام 2009)، الذي يدعم الطاقة النووية بقوة.
بعد الفوز في الانتخابات، أعلن وزير التنمية الاقتصادية الإيطالي الجديد كلاوديو سكاجولا عن جدولة مشروع للبدء في بناء محطة جديدة تعمل بالطاقة النووية بحلول عام 2013. خططت مجموعة إنيل لبناء مفاعلات جديدة في أحد المواقع الثلاثة المرخصة: غاريغليانو أو لاتينا أو مونتالتو دي كاسترو، امتلك الموقعان الأولان مفاعلين صغيرين عملا حتى عامي 1982 و1987، أما في مونتالتو دي كاسترو فكاد مفاعلان أكبر أن يكتملا عندما توقف البناء في نوفمبر 1987 بسبب الاستفتاء الذي أُجري في البلاد.
في 24 فبراير 2009، وُقع على اتفاق جديد بين فرنسا وإيطاليا، ما سمح لإيطاليا بتشارك الخبرة الفرنسية في مجال تصميم محطات الطاقة النووي، وبموجب الاتفاق، كان من المقرر إجراء دراسة لتحديد جدوى بناء 4 محطات جديدة للطاقة النووية في إيطاليا. في 9 يوليو 2009 أقر المجلس التشريعي الإيطالي مشروع قانون الطاقة الذي يغطي إنشاء وكالة تنظيمية نووية ومنح الحكومة ستة أشهر لاختيار مواقع لمحطات جديدة.